# Katym
Il Katym (in russo Катым?) è un fiume della Siberia Occidentale, affluente di destra della Konda (bacino idrografico dell'Irtyš). Scorre nel Kondinskij rajon del Circondario autonomo degli Chanty-Mansi-Jugra, in Russia.
Il fiume scorre prevalentemente in direzione nord-est nella pianura della Konda (Кондинская низменность) in una zona scarsamente popolata, disseminata di laghi e paludi. La sua lunghezza è di 217 km e il suo bacino è di 2 480 km². Sfocia nella Konda a 244 km dalla foce. Il suo maggior affluente è il Vaj (lungo 132 km).